# Anaea polyxo
Anaea polyxo är en fjärilsart som beskrevs av Druce 1874. Anaea polyxo ingår i släktet Anaea och familjen praktfjärilar. Inga underarter finns listade i Catalogue of Life.